# Анель
Ане́ль (фр. Asnelles) — коммуна во Франции, находится в регионе Нижняя Нормандия. Департамент коммуны — Кальвадос. Входит в состав кантона Ри. Округ коммуны — Байё.
Код INSEE коммуны — 14022.

## Население
Население коммуны на 2010 год составляло 579 человек.
| 1962 | 1968 | 1975 | 1982 | 1990 | 1999 | 2010 |
| ---- | ---- | ---- | ---- | ---- | ---- | ---- |
| 303  | 267  | 284  | 334  | 478  | 571  | 579  |

## Экономика
В 2010 году среди 335 человек трудоспособного возраста (15—64 лет) 219 были экономически активными, 116 — неактивными (показатель активности — 65,4 %, в 1999 году было 67,1 %). Из 219 активных жителей работали 190 человек (104 мужчины и 86 женщин), безработных было 29 (14 мужчин и 15 женщин). Среди 116 неактивных 25 человек были учениками или студентами, 61 — пенсионерами, 30 были неактивными по другим причинам.